# Siparuna reginae
Siparuna reginae är en tvåhjärtbladig växtart som först beskrevs av Louis René Tulasne, och fick sitt nu gällande namn av A. Dc.. Siparuna reginae ingår i släktet Siparuna och familjen Siparunaceae. Inga underarter finns listade i Catalogue of Life.